# Облога Полоцька (1563)
Облога Полоцька — відбулась під час Лівонської війни.

## Передумови
Напад на Полоцьк був запланований у вересні 1562 року, підготовка почалась у грудні того ж року. Завдяки широкомасштабним мобілізаційним заходам Московське царство змогло зібрати 60-тисячне військо (не враховуючи допоміжних сил).
31 січня 1563 року московське військо підійшло до Польцька та розпочало облогу.

## Хід облоги
Захисники Полоцька, сподіваючись на зовнішню допомогу, почали чинити опір, здійснюючи обстріли та вилазки. В обороні брали участь польцька шляхта, міщани, а також польські найманці. Обороною міста керував воєвода Станіслав Довойна. Проте військо Великого князівства Литовського на чолі з гетьманом Миколаєм Радзивіллом Рудим не наважилось вирушити на допомогу Полоцьку через свою нечисленність (3400 осіб).
Московські війська здійснили декілька спроб штурму, поступово покращуючи свої позиції та оточуючи місто з усіх сторін. 5 лютого мешканці міста спробували провести переговори, які, проте, завершились безрезультатно.
7 лютого до міста підійшла важка артилерія. 9 лютого Довойна прийняв фатальне рішення спалити посад, а оборонцям відійти у Верхній замок. При цьому 11 тисяч мешканців Полоцької округи вимушені були здатись у полон. Пожежа дозволила московським військам підтягнути важку артилерію до стін замку. Її поява стана несподіванкою для оборонців міста.
Відчайдушна спроба відкинути московські війська від замку у ніч з 12 на 13 лютого не вдалась. Постійні обстріли 13—14 лютого, а також підпал стін замку вирішили долю битви на користь московського війська. У замку виникла пожежа, яка не давала змоги продовжувати опір. 15 лютого місто капітулювало.

## Після капітуляції
Не зважаючи на гарантії свободи, московська влада провела широкомасштабні депортації полоцького населення углиб Московської держави. У полоні опинились воєвода Станіслав Довойна і православний єпископ Арсеній. На волю були відпущені лише польські найманці, оскільки Іван Грозний не хотів війни з Польщею. Були вбиті католицькі монахи-бернардинці, а також євреї, які відмовились прийняти хрещення.

## Наслідки
Захоплення Полоцька було найзначнішою подією 1-го етапу Лівонської війни. Завдяки йому Московська держава отримала потужну стратегічну перевагу. Становище Великого князівства Литовського значно погіршилось, і це послужило додатковим аргументом прихильників об'єднання ВКЛ з Польським королівством.